# Chitralexpeditionen
Chitralexpeditionen var ett 1895 under ledning av sir Robert Low genomfört brittiskt fälttåg mot vasallstaten Chitral i Indien, sedan fursten där, Nizam ul-Mulk, mördats. 